# Diego de Castilla (1365-1440)
Diego de Castilla (Murcia, febrero de 1365-Coca, 1440) fue el segundo de los dos hijos ilegítimos que el rey Pedro I el Cruel tuvo con su amante Isabel de Sandoval. Su tío paterno y nuevo rey Enrique II de Castilla lo mantuvo encerrado en el castillo de Curiel de Duero durante más de medio siglo, la más larga prisión de la historia, hasta que fuera liberado en 1434.

## Biografía
Diego de Castilla nació en Murcia, donde su padre el rey Pedro en febrero de 1365 envió a su amante Isabel de Sandoval y a su hermano mayor, Sancho de Castilla, que tenía en esas fechas unos dos o tres años durante la guerra de los Dos Pedros, cuando su hermanastro Enrique de Trastámara preparaba una incursión en Castilla para usurpar el trono. Poco después de su nacimiento, se trasladaron a Sevilla. Durante la primera guerra civil castellana cuando su padre partió hacia la batalla de Montiel del 14 de marzo de 1369 llevó a ambos hermanos a Carmona donde quedaron al cuidado de Martín López de Córdoba, mayordomo mayor del rey y maestre de la Orden de Calatrava.

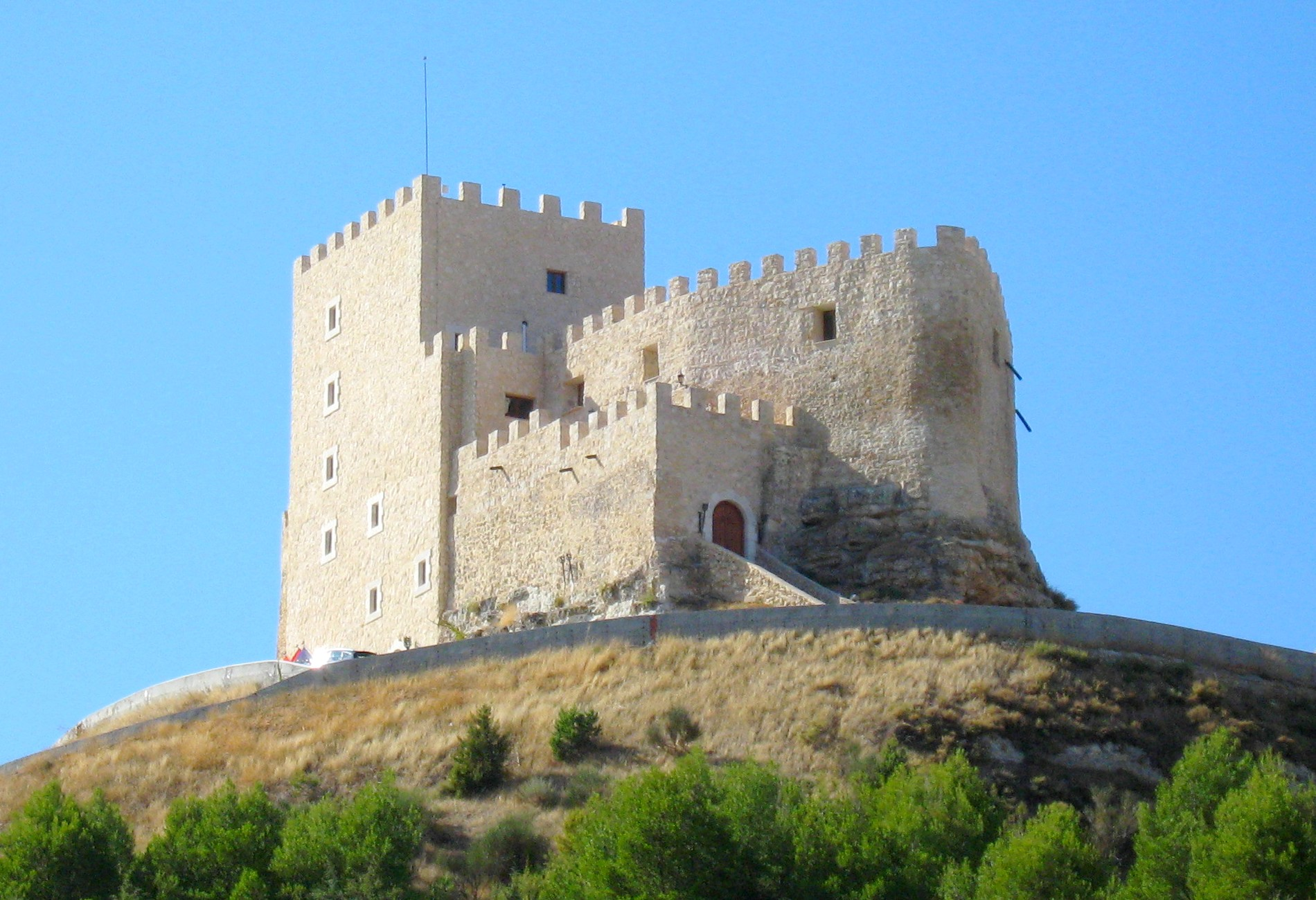
Castillo de Curiel de Duero donde fue encerrado Diego de Castilla

Tras el asesinato de su padre, se capituló la entrega de Carmona a Enrique de Trastámara quien pudo entrar en la ciudad en mayo de 1371. Enrique prometió no ir contra los dos niños pero incumplió su palabra y los hizo presos porque ambos representaban una amenaza para la nueva dinastía.  Diego fue enviado primero al castillo de Peñafiel y después al de Curiel de Duero donde permaneció más de 50 años. Sancho fue enviado a Toro, donde murió en 1370, a la edad de ocho años. 
Durante su cautiverio, mantuvo correspondencia con la reina Catalina de Lancaster quien lo trataba «como muy caro e muy amado tío» y le enviaba ropa y dinero así como a sus hijos que fueron criados y educados en el monasterio de Santo Domingo el Real en Toledo, donde también se encontraban las prioras del cenobio, Teresa de Ayala —hija de Diego Gómez de Toledo y de Inés de Ayala—, y María de Castilla (n. 1367), la hija que tuvo con el rey Pedro que era tía de los hijos de Diego de Castilla. Gracias a la reina Catalina, que también era muy cercana a Teresa de Ayala, se forjó entre los descendientes de Pedro I «el sentimiento de pertenencia a un mismo linaje».
Tras su liberación en 1434 durante el reinado de Juan II y por mediación de Álvaro de Luna, se retiró a la localidad de Coca en la Extremadura castellana, donde falleció en 1440. Su hija Catalina obtuvo la autorización del rey Juan II para que sus restos fueran trasladados en 1448 al monasterio de Santo Domingo el Real en Toledo, donde ya habían sido llevados los restos de su hermano Sancho en 1409 por intermediación de la priora Teresa de Ayala.

## Descendencia

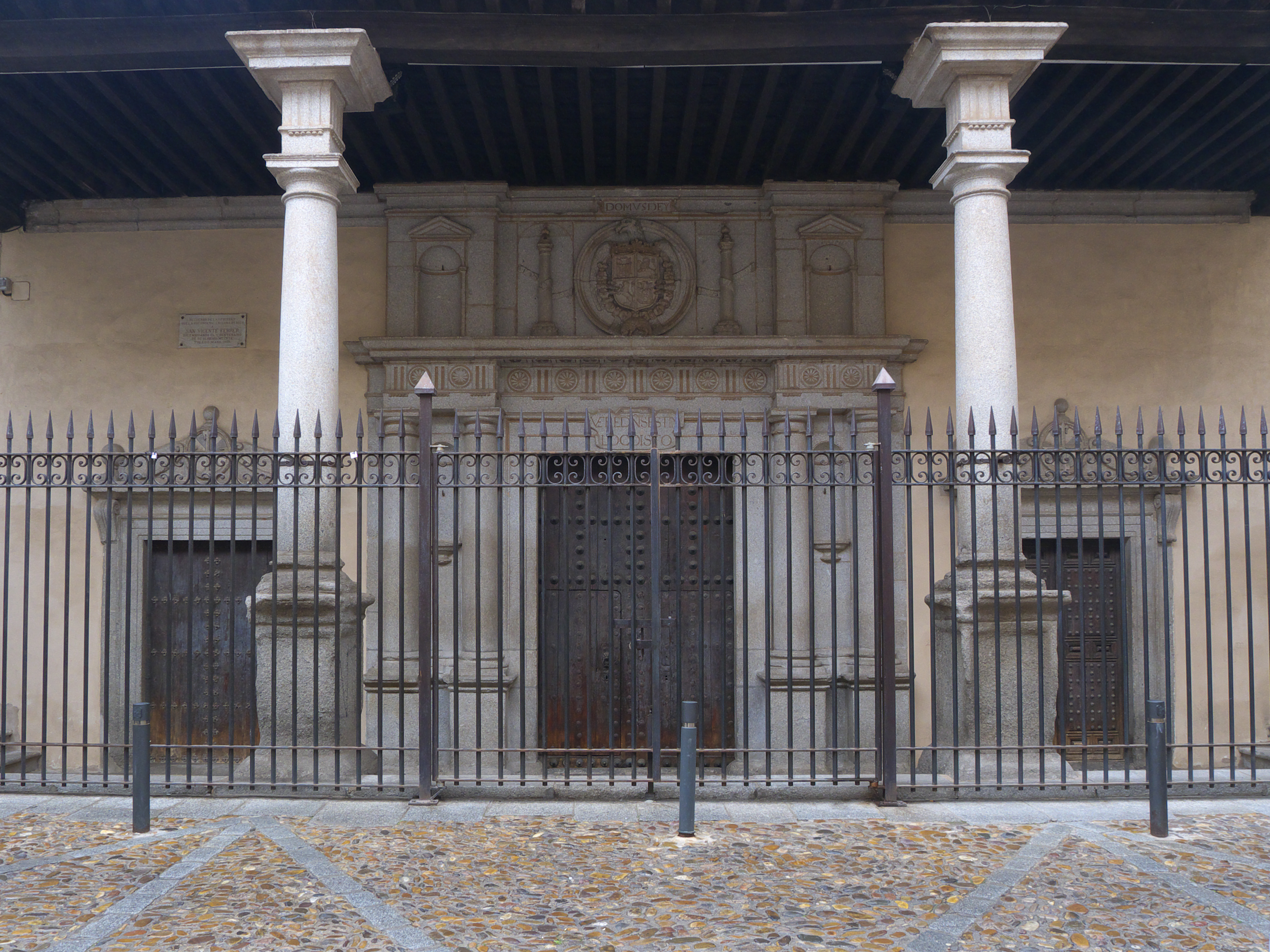
Portada del monasterio de Santo Domingo el Real en Toledo donde se criaron los hijos de Diego de Castilla

Durante el cautiverio de Diego de Castilla en el castillo de Curiel de Duero tuvo por lo menos seis hijos con Isabel de Salazar, hija del alcaide del castillo, Gonzalo García de Salazar y de su esposa Antonia Núñez de Guzmán. Estos fueron:
- María de Castilla[3][a] fue señora de Mandayona que se crio en la casa del rey Juan II de Castilla, y la hizo dama de la reina consorte María, y quien la casó el domingo 8 de junio de 1434 con Gómez Carrillo de Acuña, un primo de Álvaro de Luna, asistiendo los reyes a la boda.[8]
- Pedro de Castilla el Viejo[3] (n. 1414) que contrajo matrimonio con Beatriz de Fonseca de quien tuvo descendencia.[10] Beatriz era hermana del arzobispo sevillano Alonso de Fonseca.[8][b]
- Isabel de Castilla.[3][c]
- Juan de Castilla.[3][d]
- Catalina de Castilla, (m. circa 1481)[14][e] priora en el Santo Domingo el Real en Toledo, entre 1447 y 1481.[16]
- Diego de Castilla.[e]